# NGC 4387
NGC 4387 је елиптична галаксија у сазвежђу Девица која се налази на NGC листи објеката дубоког неба.
Деклинација објекта је + 12° 48' 37" а ректасцензија 12h 25m 41,7s. Привидна величина (магнитуда) објекта NGC 4387 износи 12,0 а фотографска магнитуда 13,0. Налази се на удаљености од 18,400 милиона парсека од Сунца. NGC 4387 је још познат и под ознакама UGC 7517, MCG 2-32-39, CGCG 70-65, VCC 828, PGC 40562.